# 言語聴覚士
言語聴覚士（げんごちょうかくし、英: Speech-Language-Hearing Therapist、略称: ST）は、言語や聴覚、音声、呼吸、認知、発達、摂食・嚥下に関わる障害に対して、その発現メカニズムを明らかにし、検査と評価を実施し、必要に応じて訓練や指導、支援などを行う名称独占資格の専門職である。医療機関のほか、保健施設、福祉施設、教育機関などで活動している。
医療機関では、医療従事者（コ・メディカルスタッフ）の一員として、理学療法士 (PT)、作業療法士 (OT)、視能訓練士 (CO) と共に、リハビリテーション専門職を構成する。例えばアメリカでは、オーディオロジスト（聴覚療法師）とスピーチ・ランゲージ・パソロジスト（言語療法士）に分かれており、アメリカでの資格取得には大学院修士課程以上（聴覚療法士については博士課程）の教育歴を要する。

## 定義
日本においては、1997年に制定された言語聴覚士法第2条において、言語聴覚士は「厚生労働大臣の免許を受けて、言語聴覚士の名称を用いて、音声機能、言語機能又は聴覚に障害のある者についてその機能の維持向上を図るため、言語訓練その他の訓練、これに必要な検査及び助言、指導その他の援助を行うことを業とする者」として定義されている。
言語聴覚士の職務は医療にとどまらず、福祉や教育にもまたがっているため、理学療法士や作業療法士とは異なり、「医師の指示の下に」業を行う者とはされていない。ただし、言語聴覚士の職務の一部には「身体に危害を加えるおそれのある行為」があり、これらについては、医師や歯科医師の指示の下に行うものとされている。具体的には、嚥下訓練、人工内耳の調整、その他厚生労働省令で定める行為についてである（第42条）。この「その他厚生労働省令で定める行為」には、他動運動や抵抗運動をともなったり、薬剤や器具を使用したりするものに限って、音声機能、言語機能にかかわる検査と訓練も含まれる。

## 歴史

### ヨーロッパにおける歴史 - ドイツ、オーストリアでの発達と、イギリスにおける認知神経心理学アプローチ

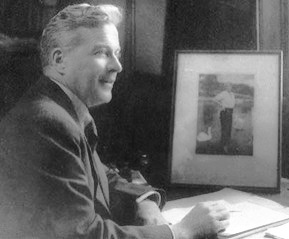
『英国王のスピーチ』でも知られるライオネル・ローグ

「言語」によって人間関係や社会関係が作られている以上、人類の歴史とともに言語聴覚障害もあったといえる。失語症と思われる症例の記述は、古代エジプトのパピルスや古代ギリシャのヒポクラテス集典に認められる。
言語聴覚に対する訓練の歴史は、古代ローマに遡る。ローマの医師、アルキゲネスは、耳の訓練のために、チューブを通して大きな音を耳に伝えようとしていた。ルネサンス期になると、主にスペインを中心として、聴覚障害を有する貴族の弟者への教育が行われるようになった。
学校教育として聴覚障害の教育が始まったのは18世紀後半である。ドイツ人のザムエル・ハイニッケは口話法を体系化し、フランス人のド・レペは手話法を体系化し、19世紀を通して後者の手話法が広がった。
今日の言語聴覚士の業を支えるのは、音声言語医学と言語病理学であり、前者の源流は、言語中枢が発見され、咽頭鏡が発明された19世紀中葉のヨーロッパに発する。ヨーロッパでは、1924年に国際音声言語医学会（IALP）がオーストリアで発足し、医師や言語聴覚士が集い、今日まで続いている。1986年には東京で第20回大会が開催されている。ただし、ドイツでは医師のリーダーシップが強く、言語聴覚士の養成は専門学校での教育が主体であった。
他方で、イギリスでは、1944年にライオネル・ローグらによってカレッジ・オブ・スピーチ・セラピスツと称する言語聴覚士協会が発足するなど、独自の発展を見た。その一つは、認知心理学と神経心理学とが統合した認知神経心理学に理論的根拠を求めるアプローチであり、1984年に学術誌Cognitive Neuropsychology、1987年にAphasiologyが創刊されている。イギリスでは、学部課程と修士課程での養成コースが設けられている。

### アメリカにおける歴史 - 言語病理学に根ざした発展

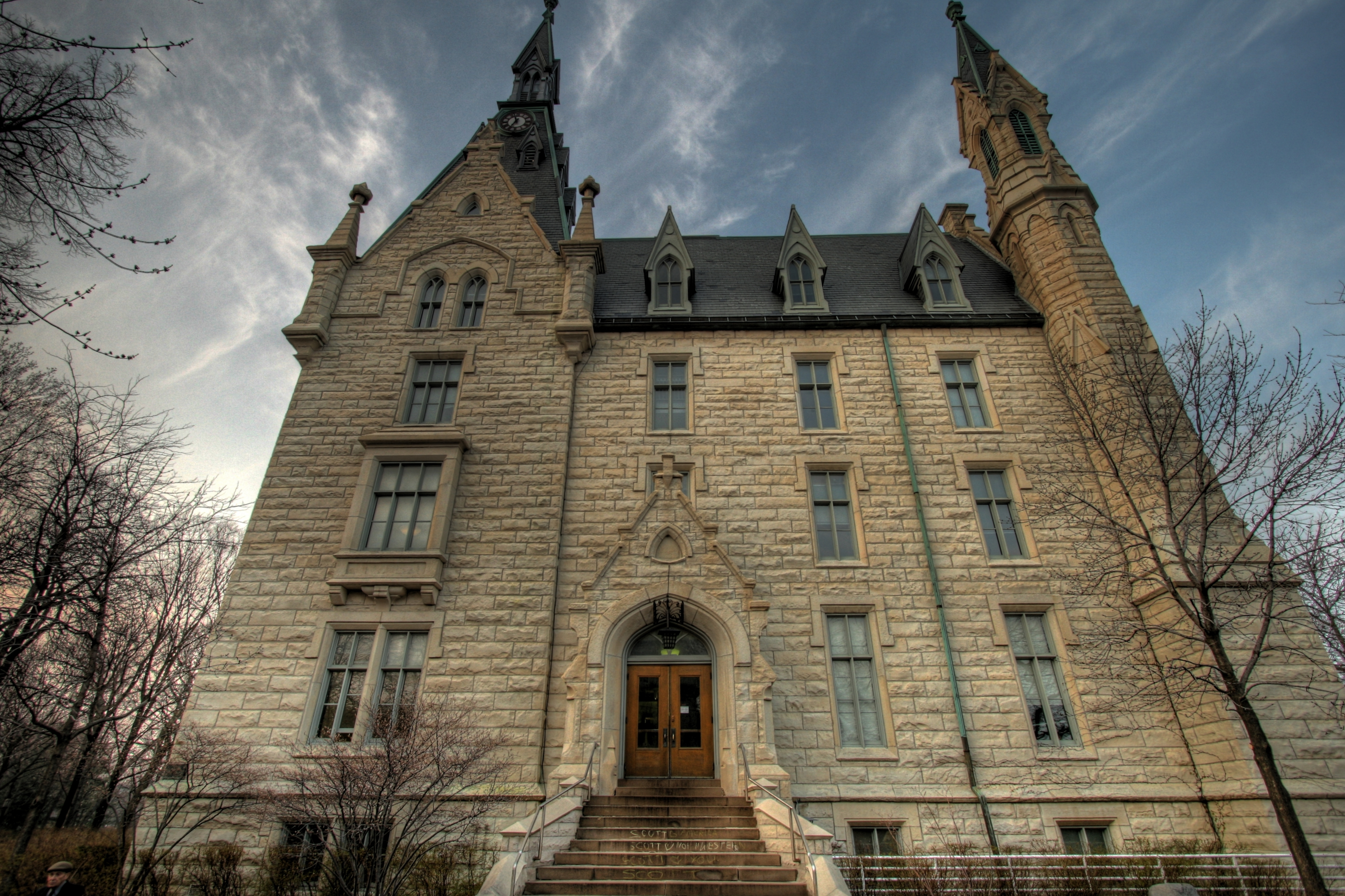
1946年に全米初となる養成課程が設置されたノースウェスタン大学の講堂

さらに、アメリカでは、ヨーロッパの学識を取り入れながらも独自の発達を見せた。IALPが発足した翌1925年には、言語病理学を専門とする医師やセラピスト、研究者からなる団体であるアメリカ言語聴覚協会（ASHA）の前身団体が誕生した。切替は、当時のアメリカの言語病理学の発展をこう記している。
（ドイツのような）医学的、生理学的な面だけでなく、社会医学的、心理学的、精神神経学的な要素が包含されたものとなり、人間をより社会的、人間的なものとして取り扱うようになっている。換言すれば、現実問題としての障害による不自由さを、どのように処理するかという治療の実践に重点が置かれるようになった。
こうしたアメリカでの発展の大きな契機となったのが、第二次世界大戦である。聴覚障害を引き起こした兵士たちのリハビリテーションが大きな問題となったのである。1万5千人の兵士が治療と訓練を受けることになり、言語病理学、耳鼻学、リハビリテーション技術等の専門家が担当した。そこで、これらの分野を総合するオーディオロジーが誕生し、その専門家であるオージオロジストが誕生したのである。
こうして、戦後、全米の主要な大学院にオーディオロジストの養成コースが設置され、教育機関にも配置されるようになった。1965年には、聴覚の専門家（オーディオロジスト、聴覚療法士）と言語病理の専門家（スピーチ・ランゲージ・パソロジスト、言語療法士）に資格が分かれたが、いずれも、やはり、修士号かそれと同程度の教育内容を修了することが資格基準となった。さらに、聴覚療法士については、2007年から博士号（Au.D.ないしPh.D.）の取得が求められるようになった。

### 日本における歴史

#### 戦前のドイツ医学、戦後のアメリカ言語病理学の導入
日本の言語聴覚療法は、小児教育の分野で始まった。1878年、古川太四朗らにより京都盲聾唖院が開設し、日本初の聴覚障害教育が始まった。1880年に楽善会訓盲院が開設。言語障害については、伊沢修二が1903年に楽石社を開設し、視話法による吃音矯正を行った。
1926年には東京都内に最初の吃音学級、1934年には難聴学級が開設された。1953年には、千葉県の市川市立真間小学校に言語障害児と読書不振児を対象とした通級式治療教室が開設されている。その後、国立大学の教育学部に言語障害児教育教員養成課程、臨時養成課程、特殊教育特別専攻科の設置がなされ、これらの修了生が、全国の言語治療教室と難聴学級の教員や病院における言語聴覚領域の支援を行うスタッフとして活躍していた。
医学の世界では、ドイツ医学の導入により、1900年代頃から耳鼻咽喉科学会で失語症や吃音などに関する発表がなされるようになった。1929～31年に九州帝国大学と東京帝国大学で音声言語障害の専門外来が始まった。ただし、失語症など成人の言語障害については、リハビリテーションの導入が遅れ、1950年代以降に笹沼澄子をはじめとするアメリカで言語病理学の学位を取得してきた人びとによって、ようやく言語聴覚療法の臨床が始まった。具体的には、1958年に国立ろうあ者更生指導所（後の国立聴力言語障害センター、1979年に国立障害者リハビリテーションセンターに統合）が発足し、入所者の更生指導はもとより、一般外来において、聴覚、音声、言語障害のリハビリテーションを開始した。こうして、医療・福祉の分野での言語聴覚士の活動が始まることになったのである。

#### 1960年代における国家資格化の検討と頓挫 - 米国の修士号要件とのずれ
1960年に、世界保健機関(WHO)の短期顧問マーティン・フランクリン・パーマーが来日し、言語聴覚障害分野における指導者の養成はASHAの規定に準ずるべきであると勧告した。この勧告を受け、1963年、医療制度調査会が厚生大臣に対して、「リハビリテーションに従事する専門職種として、理学療法士（PT）、作業療法士（OT）、言語士（ST）、聴能士（AT）、弱視訓練士（ORT）等があるが、これらの者については、教育、業務内容の確立等その制度化を早急に図る必要がある」ことを答申した。
この答申を受け、厚生省は高卒後3年の養成での国家資格法制化を提案したが、言語療法士については、大学院修士課程修了を求めるASHA基準とのずれが大きく、関連医学会を含む関係者の賛同が得られなかった。結果として、1965年に理学療法士と作業療法士の資格制度が先に成立した。これらの職種の業務は、「看護婦の独占業務である診療の補助を他の職種が行なってもよい」というかたちで、具体的には保健婦助産婦看護婦法の一部解除というかたちで立法化がなされた。
1965年、厚生省に「ORT、ST等身分制度研究会」が設置され、言語士（スピーチ・セラピスト、ST）と聴能士（オーディオロジスト、AT）に分けて検討され、1970年に意見書を提出した。そこでは、言語士・聴能士の職務は、従来の看護婦が担ってきた診療の補助にとどまるものではないとの認識に基づき、米国と同様に、養成は、4年制大学で大学院課程と連なる形で行い、医学的診療を補助する職種として位置づけないことが提案された。しかし、この意見書に沿った制度化が検討されることにはならなかった。

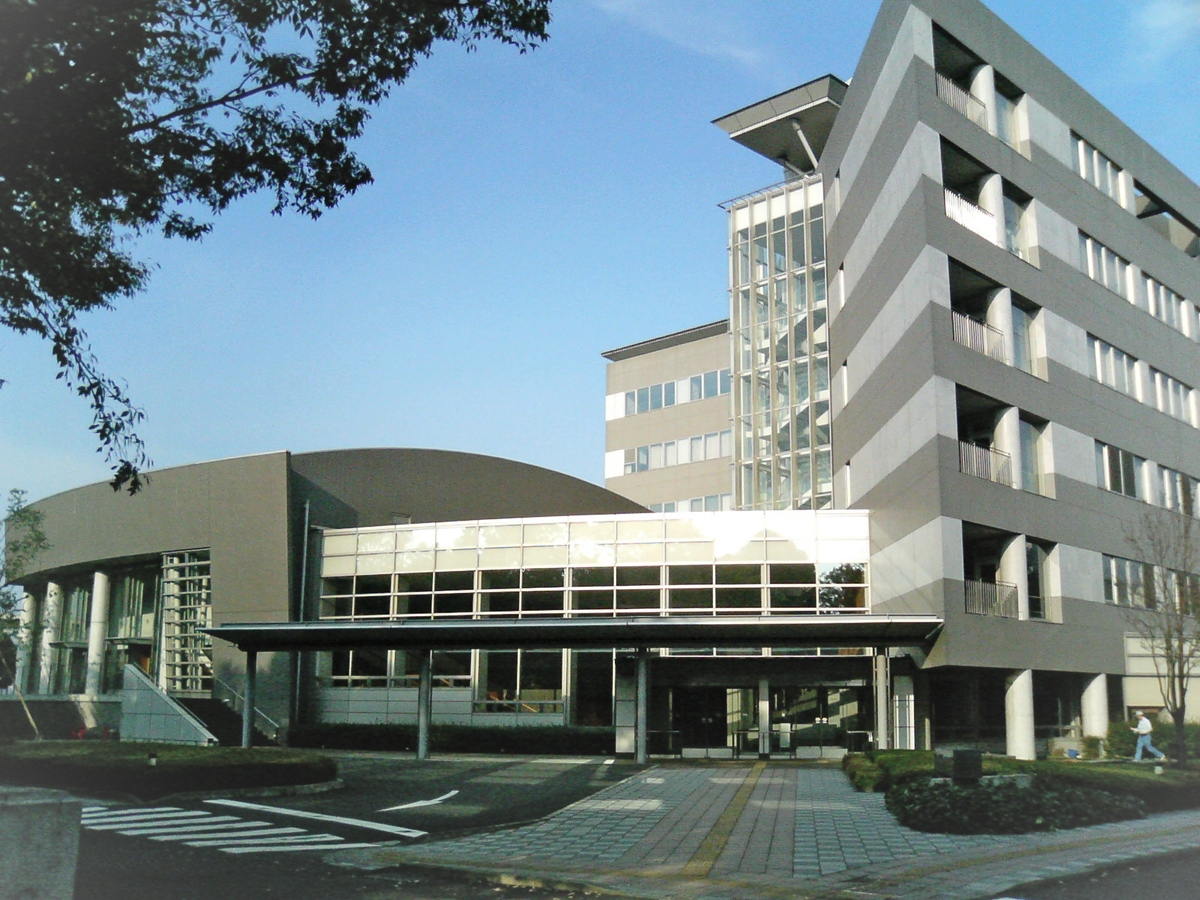
現在の国立障害者リハビリテーションセンター学院

他方で、1968年、厚生省は、「聴能言語治療専門職員養成所設置委員会」を設置し、翌年、調査報告書が提出される。これを受けて、1971年、日本初のST養成校である国立聴力言語センター附属聴能言語専門職員養成所（現在の国立障害者リハビリテーションセンター学院）が設置される。大学卒1年でSTを養成する専門学校であり、意見書の内容に沿わないものであった。
さらに、1972年、参議院社会労働委員会でST身分法が討議され、厚生省が短大卒＋2年の専門教育を提案したのに対して、日本音声言語医学会は、「言語治療士（仮称）の身分制度に関する要望書」を提出した。同要望書では、言語治療士を、「医療、社会福祉、教育の各分野にわたって、密接に関連しつつ働く独立した専門職に属すべきもの」と位置づけ、やはり、4年制大学で大学院課程と連なる形での養成を求めた。医療系と人文科学系、社会科学系の科目がバランスよく配置されたカリキュラムでの養成が必要であるとされたからである。他方で、日本耳鼻咽喉科学会は1975年に、「聴・平衡機能訓練士の身分制度に関する要望書」提出し、「医師の監督下で業務を行う」ことと、「高卒後3年か大卒後1年で養成する」ことを求めた。

#### 日本聴能言語士協会の設立（1974年）と分裂（1981年） - 養成課程をめぐる内部対立
1974年、聴覚言語障害に携わる者で聴覚言語懇話会が発足し（翌年、日本聴能言語士協会に改称）、STの4年制大学での養成による国家資格を目指して運動を開始した。初代会長には笹沼澄子が就いた。1977年には、日本学術会議が「リハビリテーションに関する教育・研究体制等についての勧告」を発表し、「言語療法士の資格制度を創設し、4年制総合大学において、大学院課程と連なる形で早急に実現すべきこと」としつつも、「現在のはなはだしい不足充足のため、暫定時に3年制短期大学の発足、聴能訓練士の養成等も考慮」との文言も盛り込まれた。
1979年、日本聴能言語士協会総会で「聴能言語士の資格制度案の骨子」が承認された。受験資格は「学校教育法に基づく4年制大学において、その課程を修了した者とする」とされた。そこで、協会執行部は医学会に働きかけ、日本耳鼻咽喉科学会、日本リハビリテーション医学会、日本音声言語医学会とともに、「ST身分制度合同委員会」を発足させる。1980年、厚生大臣宛に「言語聴覚士［ST］（いずれも仮称） の資格制度制定に関するお願いの件」が、4団体名で提出される。1981年2月、厚生省で検討会が開催されるが、協会の主張する四年制大学案ではまとまらず、日本学術会議勧告を踏まえ、既存のリハビリテーション職と同様に、高卒3年の教育をベースにするという妥協案が浮上し、その業務も「医師の指示」とされた。
協会執行部は資格の実現が最優先と判断し、1981年3月15日、4月5日に臨時総会を招集し、妥協案の受け入れを提案した。しかし、会員の理解を得られず、「大学における3年以上の養成（医療短大以上）」という修正案を提案した。しかし、この修正案も、保証がないとして否決され、執行部は総辞職することになった。
協会の新会長には飯高京子が就いたものの、その後、協会内部では、国家資格制度の早期実現を目指すグループ（病院言語治療士連絡会）が活動を開始し、協会は事実上2つに分裂する。1985年に連絡会が「日本言語療法士協会」を創設し、「医師の指示下で業務を行う」、「養成は高卒後3年」とする医学会の路線に従った方針を決定した。他方で、厚生省もASHA副会長のモリス教授の憂慮をよそに専門学校認可を行った。1984年に福井医療技術専門学校言語聴覚学科（高卒以上）、名古屋福祉専門学校言語療法科（4大卒または医療資格取得者）、1985年に日本聴能言語福祉学院（4大卒または医療資格取得者）が認可された。
1987年1月、厚生省は3月の国会提出を目指して突如として新たな検討会を立ち上げるが、日本聴能言語士協会と、日本言語療法士協会、日本耳鼻咽喉科学会、日本リハビリテーション医学会の対立図式となる。その結果、「STは医師（歯科医師を除く）の指示の下に業務を行う」「養成は大学、高卒後3年の専門学校共に認める」などとする合意案が出されるも、今度はSTの職域が医療か教育かといった議論が起こり、国会提出は見送られた。
その後、日本の医療における言語聴覚療法の立ち遅れを問題視していた医学会側は、医療職としてのSTの資格制度の早期創設を目指して、1988年12月、日本医師会、日本歯科医師会を含む幅広い医学・歯科医学団体からなる医療言語聴覚士資格制度推進協議会を発足させる。この協議会には、日本言語療法士協会も加入した。
この頃になると、マスメディアでもSTの資格問題が大きく取り上げられるようになった。たとえば、『朝日新聞』1989年2月17日号の社説では、次のように論評された。「（前略）最も大切なのは実力のある人材を養成することだ。『頭数』だけを欧米並みにそろえればいいわけではない。スピーチセラピストは大変な創造性を要求される。なにしろ言語障害は百人百様だ。その一人一人の言語生活や心理状態に合わせて検査、訓練のプログラムを手作りしなければ効果が望めない。（中略）国民の信頼に答えられる、誇りのある専門職をつくり資格法が一日も早くつくられるよう期待する」。

#### 30年の時を経て国家資格化（1997年）
ST業界内で意見の一致を見ないなか、医療言語聴覚士資格制度推進協議会では、高齢化社会を背景に、行政主導による資格化を目指すことになった。その結果、1996年に厚生省は「言語及び聴覚に障害を持つ者に対して訓練等の業務を行う者（いわゆるST）の資格化に関する懇談会」を設置した。懇談会で、日本言語療法士協会が資格制定の必要性を訴える一方で、日本聴能言語士協会は、医師による指示規定をSTの定義の条文から外すべきといった主張を行った。
1997年、懇談会は、「医師による指示規定をSTの定義の条文から外すべき」との日本聴能言語士協会の主張を受け入れた報告書をまとめ、厚生省は同年秋の臨時国会に提出し、言語聴覚士法が成立した。言語聴覚士法では、PT・OT法とは異なり、受験資格について、4年制大学卒業者に対する2年以上の課程など、受験資格を拡大させており、多様なルートでの養成がなされることになった。また、言語聴覚士は業務独占資格ではなく、名称独占資格であることも特徴である。このため、教育領域で行われている聴覚言語障害児に対する教育的支援は言語聴覚士でなくても実施できる内容がある。

## 業務
言語聴覚士が対象とする主な障害は、ことばの障害（失語症や言語発達遅滞など）、きこえの障害（聴覚障害など）、声や発音の障害（音声障害や構音障害）、食べる機能の障害（摂食・嚥下障害）などがある。これらの障害は、生まれながらの先天性から、病気や外傷による後天性のものがあり、小児から高齢者まで幅広く現れる。
言語聴覚士は、このような障害のある者に対し、問題の本質や発現メカニズムを明らかにし、対処法を見出すために様々なテストや検査を実施し、評価を行った上で、必要に応じて訓練、指導、助言その他の援助を行う専門職である。
言語聴覚士が行う業務は、医師・歯科医師、薬剤師、看護師、歯科衛生士、理学療法士、作業療法士などの医療専門職、ソーシャルワーカー、介護福祉士、介護支援専門員などの保健・福祉専門職、教師、心理専門職などと連携して行う。言語聴覚士の多くは、医療機関で勤務しているが、その他、保健・福祉機関、教育機関など幅広い領域で活動しており、コミュニケーションや食べる問題を持つ人やその家族に対し、豊かな生活が送れるよう支援を行っている。
リハビリテーション領域としては最も新しい国家資格を有する医療専門職であり、今後、ますます需要が高くなる職種でもある。言語聴覚士の職能団体として一般社団法人日本言語聴覚士協会が多くの活動を展開している。

### 医療
日本の保険医療の分野で言語聴覚療法の対象となるのは、医師・歯科医師によって、言語聴覚療法が必要な障害がある（あるいはその疑いがある）と診断された者である。医師の依頼を受けた言語聴覚士は、診療録や看護記録、画像記録から患者やその障害の基本情報を読み取るとともに、医師や看護師、理学療法士、作業療法士と対話して、具体的な情報を得る。入院患者の場合には、病棟に出向き、患者を直接観察する。さらに、退院後の生活の希望について、家族や医療ソーシャルワーカーと話をする必要がある場合もある。
そのうえで、患者本人と面接を行い、言語聴覚療法の説明を行うとともに、スクリーニング検査を実施し、障害の概要を把握し、必要に応じて詳しい検査を行う。そのうえで、必要な訓練、その期間、回復の見通しを含む評価を行う。こうしてリハビリテーションの目標を設定し、訓練プログラム案を立てる。そして、他の職種とともに共同でリハビリテーション実施計画書を作成する。
患者・家族の承諾を得たうえで、訓練を開始する。ただし、必ずしも当初の計画通りには進まないため、訓練途中で再評価を行い、訓練プログラムを修正し、その都度、患者や家族に説明しながら、目標達成を目指す。訓練期間が終了すると、退院後の生活指導を行う。退院後も訓練も必要とする場合、在宅の人を対象とする訪問リハビリテーション施設、あるいは、介護施設に入所する場合は当該施設に所属する言語聴覚士への引継ぎを行う。

### 教育
「特別支援学校」、「特別支援学級（ことばの教室、難聴学級等）」などで聴覚言語障害児教育を行っている。
なお、言語聴覚士が行いうる診療の補助行為を定めた言語聴覚士法施行規則（平成10年厚生省令第74号）第22条第1号に規定されている聴力検査及び同第6号に規定する補聴器装用訓練は、聾学校、難聴特殊学級及び難聴通級指導教室等において、聴覚に障害のある幼児児童生徒に対して現在行われている行為を含むものでないと認められており（厚生省健康政策局医事課長 医事第55号：平成10年10月7日）http://www.jeaa.info/pdf/tuutatu.pdf、聴覚言語障害児教育の場で行っている行為は従前通り行うことができる。これは言語聴覚士が業務独占資格ではなく、名称独占資格ゆえである。

### 保健
子どもの発達などをチェックする健診業務（1歳6か月、3歳児健診など）に言語聴覚士が携わる自治体が増えている。また、保健所や保健センターによる地域リハビリテーション活動のなかで、適切な介護予防に関する技術的な助言を行うとともに、地域における自主的な介護予防に資する活動の支援を行うようにもなっている。

## 職域
言語聴覚士の職域は、医療機関、介護施設、地域、福祉施設、学校、保健機関と多岐にわたる。

### 医療機関 - 言語聴覚士不足が続く
日本言語聴覚士協会の調査（2012年7月）では、会員の67.8%が医療機関で就労している。総合病院や大学病院、リハビリテーション専門病院のリハビリテーション科、耳鼻咽喉科、口腔外科などである。これらの医療機関では主に急性期や回復期の言語聴覚にかかわる機能評価とリハビリテーションを行う。また、診療所に所属し、外来や訪問により、維持期（生活期）の機能評価とリハビリテーションを行う者もいる。
しかし、後述の通り、養成数不足により、2016年現在で「患者の状況に応じ必要な人員」が確保されている医療機関は半数に満たず、患者に対し十分なリハビリが提供できていない状況が続いている。診療報酬のなかで認められている言語聴覚士の業務を具体的に列挙すると、外来リハビリテーション、脳血管疾患等リハビリテーション、廃用症候群リハビリテーション、摂食機能療法、がん患者リハビリテーション、認知症患者リハビリテーション、集団コミュニケーション療法、リハビリテーション総合計画評価（入院時訪問指導）、リハビリテーション総合計画提供、退院時リハビリテーション指導、各種検査などである。

### 介護施設 - 高齢者の生活の自立を支える
日本言語聴覚士協会の調査（2012年7月）では、会員の7.8%が、老人保健施設や老人福祉施設（特別養護老人ホーム）などの介護施設で就労している。具体的には、摂食嚥下障害の訓練や指導をしたり、集団リハビリテーションによって言語機能や認知機能の維持、向上を図っている。

### 地域 - 訪問リハビリテーションで患者と家族をつなぐ
日本では、平澤哲哉らを先駆者として、言語聴覚の障害を抱える在宅の患者に対する訪問リハビリテーションが実施されており、2004年4月から医療保険適用となり、2005年から介護保険適用となった。2017年現在、医療保険の場合、厚生労働大臣が定める特定の疾患が対象であり、在宅訪問リハビリテーション指導管理料として、医師の指示により算定され、1回20分以上、週3回を限度とする。40分実施した場合の料金は6,000円であり、患者の自己負担額は、自己負担1割（75歳以上）の場合は600円、自己負担3割の場合は1,800円となる。介護保険の場合、訪問リハビリテーション費として、医師の指示により算定され、40分実施した場合の基本料金は6,140円であり、患者の自己負担額（1割負担）は614円となる。
在宅での言語聴覚リハビリテーションの意義と役割は、失語症、構音障害、嚥下・摂食障害などに専門的に対応することはもちろんのこと、しばしば「誰も自分のことを分かってくれない」という悩みを抱える当事者と家族のコミュニケーションに関する相談と指導、機能訓練にとどまらない継続的なケア、医師・保健師・介護士など他職種との連携により、患者と家族のコミュニケーションと生活を成り立たせるための工夫や改善を当事者とともに常に行っていくことにある。
ほかにも、通所リハビリテーション事業所（デイケアセンター）に勤務し、通いの利用者に対して、身体機能や認知機能の維持・回復のためのリハビリテーションを行ったり、保健所や地域包括支援センターに勤務し、公務員として相談業務にあたる者もいる。たとえば、小児健診で言語発達遅滞などが指摘された際、保護者からの相談に応じたりしている。ただし、こうした業務に言語聴覚士を従事させている自治体はまだ少数にとどまっている。

### 福祉施設 - 機能訓練担当職員として機能訓練に従事
日本言語聴覚士協会の調査（2012年7月）では、会員の7.5%が、児童発達支援センターや障害児入所施設といった児童福祉施設などの福祉施設で就労し、機能訓練担当職員として、日常生活を営むのに必要な機能訓練を行っている。たとえば、発達障害児の言語・コミュニケーション訓練、保護者への助言などを行っている。

### 学校 - 障害を抱える児童の自立を支える
日本言語聴覚士協会の調査（2012年7月）では、会員の4.1%が、言語聴覚士養成校の他、学校教育に従事している。学校教育の場合、教員免許を取得し、言語障害、聴覚障害、発達障害を抱える通常学級の児童も対象にした「ことばの教室」や「きこえの教室」で指導を行ったり、特別支援学校教員（自立活動教諭）の資格を取得して、特別支援学級や特別支援学校で児童の自立活動の指導を行ったりしている。
アメリカでは、公立学校のなかで、言語障害、聴覚障害、発達障害の評価と訓練が行われている。イギリスでは、保健師や教育機関の紹介によって、NHSの言語療法チームの評価を受けることができ、適切なケアプランが策定される。地域の児童の発達と健康全般を支える多職種チームの一員として活動する者もいる。

## 対象患者

### 幼児と児童
乳児に対しては、出生時合併症による摂食障害、嚥下障害などが対象となる。また、児童に対しては、軽度・中等度・重度を問わず、心身の障害を抱える者が対象となる。たとえば、ダウン症候群、ディ・ジョージ症候群など、音声、言語などの認知発達に悪影響を与える障害や、脳神経損傷、小児外傷性脳損傷などのほか、経口運動障害を含む摂食障害、難聴、言語発達遅滞、さらには、注意欠陥多動性障害、自閉症スペクトラム障害などの発達障害である。

### 児童と成人
先天性、後天性のさまざまな聴覚障害、身体障害、音声障害、聴覚障害を有する者が対象になる。たとえば、学習障害、失読症、失語症、吃音、言語発達遅滞、構音障害、書字障害、注意障害などである。脳性まひ、外傷性脳損傷、脳卒中、喉頭切除、気管切開、頭頚部のがん、咽頭がんなどがこれらの原因となる場合がある。

### 成人
摂食障害、嚥下障害、言語障害を有する成人であり、その背景には、筋萎縮性側索硬化症（ALS）、アルツハイマー病、認知症、ハンチントン病、多発性硬化症、パーキンソン病、外傷性脳損傷、精神疾患、脳卒中、頭頚部のがん、咽頭がん、失語症などが挙げられる。また、トランスジェンダーの音声治療を望む成人も含まれる。

## 養成と就労

### アメリカ

#### 養成 - 主要大学の大学院修士・博士課程で養成
1946年にノースウェスタン大学の大学院に養成課程（修士）が設置されて以降、全米の主要大学の大学院で養成がなされている。さらに、聴覚療法士については、2007年から博士号（Au.D.ないしPh.D.）の取得が求められるようになった。

#### 就労 - 職種別総合評価では第10位
ASHAに登録している有資格者数は、全米で174,144人（2016年12月31日現在）であり、就業中の者は91.6%である。単純に掛け合わせると、159,516人が就労している計算になり、人口10万人当たり49.3人になる。ASHAに登録している有資格者の総数は、前年比で5,903人（3.4%）の増加である。
アメリカのキャリアキャスト社が毎年発表しているジョブズ・レーテッドの2017年版によると、言語療法士の年収（中央値）は73,250米ドル（834万円）、従業者の90%以上が女性であり、総合評価は全199職種中10位であった。分野別評価では、職場環境は「とても良く」（34位）、ストレスは「とても低く」（20位）、将来性は「とても良い」（17位）と評価されている。

### 日本

#### インフォームド・コンセントの実施問題
脳血管疾患は、国内の年齢65才以上では死亡原因の上位3位以内に入る疾患であるが、こうした高次脳機能障害においてはしばしば言語障害が生じ、また国内人口の約5%がこれを患っている。他方、リハビリテーション治療にあたる言語聴覚士については人員不足の問題が指摘されており、2012年の時点では言語聴覚士の人口は、人口比で米国の20分の1に過ぎず、成年被後見人等の側でインフォームド・コンセントを行うための言語能力（質問能力）等の保全・復旧対策については環境改善が要されている。

#### 養成 - 人口当たりの有資格者はアメリカの4割にとどまる
日本における養成は、1971年に国立聴力言語センター附属聴能言語専門職員養成所（現在の国立障害者リハビリテーションセンター学院）の設置によって始まり、1997年に国家資格になり、1999年に4,003人が国家資格を取得した。その後、新たに養成課程を修了した者が言語聴覚士国家試験を受験し、毎年1,500人程度ずつ増えている。それでも、2016年現在の累計合格者数は27,274人であり、人口10万人当たり21.5人にとどまる。ASHAに登録しているアメリカの人口10万人当たり有資格者数（53.9人）と比較すると、約4割にとどまる。

#### 就労 - 就労者数の地域間格差は最大5倍
2014年時点で、医療・介護施設に勤務する言語聴覚士数は全国で17,039人（常勤換算）、人口10万人当たりでは13.4人である。人口10万人当たりの数値を都道府県別に比較すると、最も多いのは高知県で37.9人（総数279.7人）であり、西日本が上位を占める。他方で、最も低いのは秋田県で7.5人（総数77.7人）。約5倍の格差が見られる。就労者数が少ないのは、東北地方、関東地方を中心とする東日本である。実際、東北地方を見ると、秋田県、岩手県、山形県には養成校が存在せず、地域間格差が拡大している。たとえば、山形県では、2017年に、山形県医師会が県立保健医療大学での養成課程新設を要望したが、県側は慎重な姿勢を見せている。
四病院団体協議会が2016年に行った理学療法士・作業療法士・言語聴覚士需給調査（1,061施設が回答）によれば、「患者の状況に応じ必要な人員」が確保されていると回答した施設は41.3%にとどまった。四病院団体協議会によれば、患者に対し十分なリハビリが提供できていない実態が浮かび上がった。さらに、「募集しても応募が少ない」と回答した施設の割合は58.5%に達し（理学療法士は32.9%、作業療法士は59.3%）、「将来は供給過多となる」と回答した施設の割合は8.9%にとどまった（理学療法士は26.6%、作業療法士は15.3%）。他方で、「応募者の質が低下してきている」と回答した施設の割合は11.5%にとどまった（理学療法士は24.6%、作業療法士は20.7%）。

## 著名な言語聴覚士
日本国外では、『英国王のスピーチ』にも登場し、イギリスのカレッジ・オブ・スピーチ・セラピスツを立ち上げた ライオネル・ローグが著名である。また、ベルギー王妃であるマティルド・デュデケム・ダコも、言語聴覚士として開業していた。
日本国内では、アメリカの大学院で言語病理学の学位を取得し、帰国後、日本の黎明期を支えた笹沼澄子、飯高京子らが著名である。また、国家資格化以前に言語聴覚分野の臨床と研究を発展させてきたのは、藤田郁代、立石雅子、宇野彰、中川信子、苅安誠、熊倉勇美、小島千枝子、清水充子、関啓子、森田秋子、半田理恵子、田中春美、水田秀子らである。さらに、小嶋知幸、日詰正文、平澤哲哉、横張琴子、春原則子らも、それぞれの分野でよく知られている。